# Лю Бей
Лю Бей (спрощ.: 刘备; кит. трад.: 劉備; піньїнь: liú bèi; 161 — 10 червня 223) — китайський державний діяч, полководець періоду Саньґо, засновник і перший імператор південно-східної династії Шу. Посмертне ім'я — імператор Чжаолє. Використовував девіз правління Чжан'у (221—223).

## Короткі відомості
Лю Бей був нащадком Лю Шена, Чжуншаньцзінського вана, сина імператора Лю Ці династії Хань. Походив з командирства Чжо (сучасний повіт Чжо, провінція Хебей). За переказами мав великі вуха і довгі руки до колін. Рано втратив батька. Жив разом із матір'ю, заробляючи на життя пошиттям циновок.
184 року, під час повстання жовтих пов'язок, створив із Чжан Феєм та Ґуань Юєм місцеве ополчення, яке взяло участь в придушенні повсталих на боці уряду. Початково не мав підвладних земель і перебував під командою різних регіональних полководців: Гунсунь Цзаня, Тао Цяня, Цао Цао, Юань Шао та інших. За легендою, мав прихильність Цао Цао, який в приватній розмові заявив, що: «В Піднебесній лише два герої — ти і я!».
Наприкінці своєї кар'єри полководця служив у провінції Цзінчжоу під началом Лю Бяо, не маючи можливості проявити свої здібності. В цей час спромігся залучити до себе на службу талановитих стратегів-радників Чжуге Ляна та Пан Туна, з яких особливо цінував першого.
208 року уклав союз зі східним володарем Сунь Цюанем і розбив війська Цао Цао в битві при Чібі. Сприяв фактичному розподілу Китаю на три регіональні сили: Вей, У та Шу. Після битви підтримував союз із Сунєм, взявши дружиною його молодшу сестру Шансян, але розсварився з ним через володіння провінцією І. 211 року вбив начальника тієї провінції Лю Чжана й захопив провінційну столицю Ченду. У відповідь Сунь замирився із Цао Цао, завоював провінцію Цзін і ліквідував полководця Гуань Юя.
219 року отримав титул Ханьчжунського вана, спадкоємця престолу династії Хань. Після ліквідації останньої силами Цао Цао, проголосив себе спадкоємцем династії Хань і прийняв титул імператора Китаю. Заснував державу Шу (Шу-Хань).
Організував похід проти Суня аби помститися за смерть Гуань Юя. Через неуспішну кампанію був змушений відступити. Захворів в Йон'ані. Перед смертю передав владу своєму синові Лю Шаню. Попередньо пропонував взяти керівництво країною Чжуге Ляну, але той відмовився. Похований на території сучасного міста Ченду.